# Despina Vandi
Despina Vandi, även Despoina Vandi, född 22 juli 1969 i Tübingen, Tyskland är en grekisk sångerska och skådespelare.
Föräldrarna flyttade från Kavala i Grekland till en liten by kallad Tipigen nära Stuttgart i Tyskland men återvände när deras dotter, "Despina Vandi" (egentligen "Despina Malea"), var sex år gammal. På grund av den tidiga flytten lärde sig aldrig Despina tyska som resten av familjen gjorde. Despinas föräldrar är ursprungligen av grekisk härkomst. Hon började på Thessalonikis Universitet där hon studerade psykologi och filosofi. Det var även under universitetet hon började intressera sig för musiken.
2003 släppte hon singeln Gia ("hej" eller "hejdå") internationellt som blev en stor hit. 2004 gjorde hon en cover på Notis Sfakianakis låt "Opa Opa" som hon spelade in på engelska vilken blev en stor hit världen över. Även Antique har gjort en cover på denna låt. Idag klassas hon som en av Greklands största artister. Despina turnerar en hel del. Men på vintrarna håller hon hus på en stor nattklubb som heter REX, där hon uppträder.
Despina är gift med fotbollsspelaren Demis Nikolaidis (AEK Aten) och tillsammans har de dottern Melina, som föddes den 10 februari 2004, och sonen Giorgos som föddes den 20 augusti 2007.

## Diskografi

### Album
- (1994) - Gela Mou (låtlista: Gela Mou, Apopse Klaiei O Ouranos, Erotevmeni, Mathe Mathe, Akriva, To Adiexodo, Den Iparhi Tipota, Apopse I Aggeloi, Kane Me Na Lioso, Melahrino Mou Feggari)
- (1996) - Esena Perimeno
- (1997) - Deka Entoles
- (1999) - Profities
- (2001) - The Best of Despina Vandi
- (2002) - Geia
- (2003) - Live Apo To Likavito
- (2004) - Dance
- (2004) - Ballads
- (2004) - Stin Avli Tou Paradisou
- (2005) - Come Along Now
- (2010) - C' Est La vie
- (2012) - Allaxa
- (2014) - De Me Stamatises
- (2016) - Afti Ine I Diafora Mas
- (2019) - To Diko Mou Cinema (tragoudia Apo Tin Parastasi "To Diko Mou Cinema" - Egchromon

### Singlar
- (2000) - Ipofero, Despinas första singel, (Låtar: Ipofero, Stamata Na Mou Kollas, Lipame, Mi Mou Klinis To Fos.)
- (2002) - Ante Geia (alt. Ante Gia. Låtar: Simera, I Melodia Tis Monaxias, Thimisou, Spania, Giatriko (Flamenco Version), Ante Gia.)
- (2003) - Geia (alt. Gia. Låtar: Gia (Radio Edit), Gia (Original), Gia (Milk & Sugar Radio Edit), Gia (DJ Gregory Mix), Everything I Dreamed
- (2004) - Opa Opa
- (2005) - Come Along Now (låtar: Come Along Now (Engelska), Come Along Now (Grekiska), Phoebus Band Remix, Paralos (Instrumental))
- (2006) - Jambi

### DVD
- (2003) - The Video Collection 1997-2003
- (2004) - Hits On DVD 1994-2004
- (2004) - Despina Vandi Vol.1 Karaoke DVD